# Boussy-Saint-Antoine
Boussy-Saint-Antoine – miejscowość i gmina we Francji, w regionie Île-de-France, w departamencie Essonne.
Według danych na rok 1990 gminę zamieszkiwały 5924 osoby, a gęstość zaludnienia wynosiła 2043 osób/km² (wśród 1287 gmin regionu Île-de-France Boussy-Saint-Antoine plasuje się na 303. miejscu pod względem liczby ludności, natomiast pod względem powierzchni na miejscu 820.).